# Малая длиннохвостая сумчатая мышь
Малая длиннохвостая сумчатая мышь (лат. Sminthopsis dolichura) — вид из рода узконогих сумчатых мышей семейства хищные сумчатые. Эндемик Австралии.

## Распространение
Обитает в засушливых районах юго-западной части австралийского штата Западная Австралия и в южной части штата Южная Австралия. Естественная среда обитания — полузасушливые редколесья, местности, покрытые кустарником, вересковые пустоши и сообщества ксероморфных трав, образующих изолированные кочки.

## Внешний вид
Длина тела с головой колеблется от 70 до 80 мм, хвоста — от 70 до 80 мм. Вес взрослой особи — от 10 до 20 г. Волосяной покров короткий, густой и мягкий. Спина от бледно до тёмно-серого цвета. Брюхо окрашено в белый цвет. Морда вытянутая, заострённая. Имеются вкрапления бурого цвета на лице, щеках и за ушами. Уши большие, лысые. Задние лапы узкие. Хвост тонкий, светло-серый сверху, белый снизу.

## Образ жизни
Малые длиннохвостые сумчатые мыши ведут наземный, одиночный образ жизни. Активность приходится на ночь. День проводят в своих гнёздах из сухой травы и листьев, устраиваемых обычно в дуплах упавших деревьев или в травяных кочках. Питаются преимущественно насекомыми, а также мелкими беспозвоночными и ящерицами.

## Размножение
Сумка развита хорошо. Период размножения приходится на август-март. В течение года самка приносит один выводок. В потомстве до восьми детёнышей. Половая зрелость у самок наступает на восьмой-девятый месяц жизни, у самцов — на четвёртый-пятый. Максимальная продолжительность жизни в природе — до 3,2 лет.